# Тимошин, Валентин Петрович
Валентин Петрович Тимошин  (6 августа 1929, Брасовский район или Пчела, Клинцовский район — 1993) — советский театральный режиссёр. Главный режиссёр Крымского академического русского драматического театра им. М. Горького, Одесского украинского драматического театра, Луганского русского драматического театра. Народный артист УССР (1979).

## Биография
Родился 6 августа 1929 года в селе Пчёла Брасовского района Брянской области РСФСР.
Член КПСС с 1955 года. В 1956 году окончил Киевский театральный институт. В 1956—1960 годах режиссёр Киевского русского театра драмы. С 1961 года по 1966 годы — руководитель Крымского академического русского драматического театра им. М. Горького. В 1966—1968 годах — главный режиссёр Одесского украинского драматического театра имени Октябрьской революции. С 1968 работает в Ворошиловградском областном драматическом театре. В 1971—1990 годах главный режиссёр Ворошиловградском (Луганского) русского драматического театра. Народный артист УССР (1979). Награждён орденом "Знак почёта".
В 1988 году был режиссёром-постановщиком пьесы «Гибель эскадры" А. Корнейчук в Драматическом театре имени Бояна Дановского в Пернике, Болгария.
В 1990 году вышел на пенсию. С 1990 по 1993 годы играл как актёр Луганского украинского музыкально-драматического театра. Под псевдонимом В. Петров написал пьесу для театра кукол «Винни-Пух и Все…Все…Все…» по мотивам произведения Алана Милна. Эта постановка Крымского театра кукол идёт на сцене уже не одно десятилетие.
Умер в 1993 году.

## Семья
- Жена — Галина Дмитриевна Тимошина (1934—2018) заслуженная артистка Украины (1973)[3].

## Театральные постановки
Луганский русский драматический театра, режиссёр-постановщик:
- «Каменный властелин», Л.Украинка (1971),
- «Мещане», М.Горький (1971)
- «Интервью в Буэнос-Айресе», Г. Боровик (1976),
- «Молодая гвардия», А. Фадеев (1984),
- «За двумя зайцами» М. П. Старицкий (1989),
- «Шельменко- денщик » Г. Ф. Квитки-Основьяненко (1989),
- «Всем смертям назло», В.А. Титов,
- «Гибель поэта», В.Соловьев,
- «Собачье сердце», М.Булгаков,
- «Егор Булычов и другие», М.Горький,
- «Любовь и голуби», К. Гуркин.
- "Красавец-мужчина", А. Островский,
- "Сердце не камень", А.Островский.

Драматический театр имени Бояна Дановского (Перник, Болгария), режиссёр-постановщик:
- "Гибель эскадры", А. Корнейчук.